# Torre di Palidoro
La torre di Palidoro, nota anche come torre Perla, è una torre costiera dell'Agro Romano, situata nella località Palidoro del comune di Fiumicino, a nord di Passoscuro, nella città metropolitana di Roma Capitale.
La torre, a pianta quadrata e alta circa 20 metri, risale al periodo delle invasioni saracene e fu costruita sui ruderi di una villa romana. Facente parte di un gruppo di torri costiere, erette tra l'VIII e il IX secolo, serviva ad avvistare l'avvicinarsi delle navi nemiche via mare. La torre fu restaurata tra il 1562 e il 1563 per conto dell'arcispedale di Santo Spirito in Sassia, donandole l'aspetto attuale.
Nei pressi della torre avvenne la fucilazione del vicebrigadiere dell'Arma dei Carabinieri Salvo D'Acquisto, medaglia d'oro al valor militare, il 23 settembre 1943.